# NERICA
NERICA (англ. New Rice for Africa, буквально Новый рис для Африки) — межвидовой сорт риса, гибрид одного из африканских видов риса (Oryza glaberrima) и азиатского вида риса — Риса посевного (Oryza sativa).
Сорт NERICA был выведен Западноафриканской ассоциацией развития риса (WARDA) для увеличения урожайности африканских сортов риса. 

## Перспективы сорта
Культивирование сорта NERICA пока незначительно, хотя активно продвигается в Западной Африке. Если 25 % рисовых фермеров Гвинеи, Кот-д´Ивуара и Сьерра-Леоне перейдут на новый сорт, по оценкам, ежегодно будет сэкономлено 20 млн долларов США. 